# Astorga (stacja kolejowa)
Astorga (hiszp: Estación de Astorga) – stacja kolejowa w Astorga, w prowincji León, we wspólnocie autonomicznej Kastylia-León, w Hiszpanii. Jest zarządzana przez Adif i znajduje się na linii A Coruña – León.